# Internazionali di Tennis di San Marino 1995
Gli Internazionali di Tennis di San Marino 1995 sono stati un torneo di tennis giocato sulla terra rossa. È stata la 8ª edizione degli Internazionali di Tennis di San Marino, che fanno parte della categoria World Series nell'ambito dell'ATP Tour 1995. Si sono giocati a San Marino nella Repubblica di San Marino, dal 7 al 13 agosto 1995.

## Campioni

### Singolare
Thomas Muster ha battuto in finale  Andrea Gaudenzi con il punteggio di 6–2, 6–0.

### Doppio
Jordi Arrese /  Andrew Kratzmann hanno battuto in finale  Pablo Albano /  Federico Mordegan con il punteggio di 7–6, 3–6, 6–2.